# Black Tom Cassidy
"Black Tom" Cassidy il cui vero nome è Thomas Samuel Eamon Cassidy, è un personaggio dei fumetti creato da Chris Claremont (testi) e Dave Cockrum (disegni) nel 1976, pubblicato dalla Marvel Comics. Fece una prima apparizione nell'ombra in The Uncanny X-Men (vol. 1) n. 99 (giugno 1976), per poi entrare in scena compiutamente in The Uncanny X-Men (vol. 1) n. 101 (ottobre 1976). È un supercriminale e nemico degli X-Men.
È un mutante in grado di emettere dalle mani raggi di calore intensissimo e ultimamente di manipolare la vita e la struttura vegetale. È la pecora nera di un'altolocata famiglia irlandese nonché rivale e nemico del cugino Sean Cassidy (Banshee). È inoltre l'unico amico di Fenomeno e suo complice abituale.

## Biografia del personaggio

### Affari di famiglia
Black Tom nacque a Dublino e divenne nel tempo l'arcinemico del cugino Sean, il Banshee membro degli X-Men. Il suo principale potere consiste nella generazione di raggi concussivi attraverso oggetti legnosi. La causa della rivalità fra i due consiste sia nella vincita al gioco dei dadi da parte di Sean della proprietà immobiliare Cassidy Keep e della fortuna di famiglia che nella rivalità per la conquista dell'affetto di Maeve Rourke, che in seguito sposò Sean.
Mentre Sean era lontano a lavorare per conto dell'Interpol, Maeve diede alla luce la loro bambina, e successivamente morì per colpa di un'esplosione causata dall'IRA. Non avendo modo di contattare Sean, Tom si prese cura della piccola Theresa.
Tornato in Irlanda, Sean apprese della morte della moglie e sfogò la propria ira contro il cugino, riuscendo con il proprio potere sonico a rompergli entrambe le gambe e non dando modo a questi di rivelargli dell'esistenza della figlia. Durante la convalescenza Tom giurò di vendicarsi del cugino e di non rivelargli l'esistenza di Theresa.

### Cattivi uniti
Più tardi Black Tom cominciò la propria carriera di criminale e fu arrestato. In prigione conobbe e strinse amicizia con il Fenomeno ed i due cominciarono a lavorare insieme. I due attirarono ed imprigionarono Banshee e gli X-Men a Cassidy Keep. Tuttavia Black Tom fu sconfitto dal cugino, e successivamente assoldò Arcade per uccidere gli X-Men.
In missione a San Francisco assieme al Fenomeno e Theresa (adesso complice con il nome di Syrin), Black Tom incontrò la prima Donna Ragno ed alcuni X-Men. Il successivo scontro si risolse con la sua temporanea cattura. Durante questo periodo, scrisse una lettera di redenzione al cugino nella quale gli rivelava l'esistenza di sua figlia. Gli X-Men partirono così alla volta di Cassidy Keep, dove recuperarono Theresa; portata allo Xavier Institute la fecero riunire al padre.
Dopo aver condiviso, in un crossover tra gli X-Men e l'Uomo Ragno, i poteri del Fenomeno grazie al Rubino di Cyttorak, Tom combatté contro Siryn ed il gruppo di X-Force. Nello stesso scontro, Cable gli sparò costringendolo a fuggire.

### Mutazione secondaria
Gravemente ferito, Tom fu portato in Francia dove i medici gli iniettarono un composto vegetale che lo curò e gli permise di emettere raggi concussivi direttamente dai pugni. Sfortunatamente, il composto infettò l'intero corpo di Tom, trasformandolo a poco a poco in un vegetale. Solamente il sangue (con annesso fattore di guarigione) del mercenario Deadpool era in grado di impedire la completa mutazione. Tuttavia, il suo effetto era limitato nel tempo e l'infezione ricominciò, prendendo stavolta il sopravvento e trasformando il suo intero corpo in materia vegetale e rendendolo pazzo. Successivamente Tom tornò in scena come membro dell'ultima formazione della Confraternita dei mutanti malvagi capitanata da Exodus. Credendo che il Fenomeno fosse passato dalla loro parte, organizzarono un attacco allo Xavier Institute che doveva concludersi con la distruzione dell'intera scuola, ma che invece si risolse nella sconfitta della nuova Confraternita. Tutto ciò fu reso possibile grazie al doppio-gioco del Fenomeno, che influenzato positivamente dal giovane Sammy Paré (morto durante lo scontro per mano di Tom) riuscì ad impedire la distruzione totale dell'edificio. Durante lo scontro, per salvare Rogue, morì anche Marylin, la cuoca della scuola. Malgrado i loro sforzi, gli X-Men non riuscirono a sconfiggere Tom, che grazie alla sua mutazione secondaria, inviava la propria coscienza in qualsiasi vegetale presente nell'ambiente circostante, facendo in modo che la sua mente e il suo corpo fossero sempre separati. In ultimo, Xorn, utilizzò la propria testa-stella per risucchiare Black Tom, Exodus, Mammomax e Valanga in un'altra dimensione assieme al Fenomeno e Nocturne, sacrificatisi per non permettere loro di fuggire via.

### Risveglio post M-Day
Dopo gli eventi dell'M-DayTom si risvegliò con i suoi poteri originali intatti e senza la mutazione secondaria. L'organizzazione Black Air lo assoldò per uccidere i membri dell'ultima formazione di Excalibur, fra i quali il Fenomeno. Durante lo scontro i due si confrontarono sulla morte di Sammy.
Nel 2007 è comparso sul numero 209 dell'edizione italiana di Wolverine (Panini Comics) contro la nuova formazione di Excalibur.

## Poteri e abilità
Originariamente, Black Tom possedeva l'abilità di generare e rilasciare raggi concussivi di forza e calore attraverso oggetti legnosi, ed era immune ai poteri del cugino Banshee. È inoltre un ottimo combattente corpo-a-corpo, un maestro con le armi da taglio ed un ottimo stratega.
Successivamente la sua fisiologia, morfologia e psicologia cambiarono facendolo diventare una sorta di organismo vegetale in grado di ripartire la propria coscienza in vari vegetali e di infettarli facendoli diventare parte del proprio corpo. Il processo di ripartizione della mente lo traumatizzò a tal punto da renderlo mentalmente instabile.
Dopo l'M-Day, perse la sua mutazione secondaria e la sua fisiologia originaria fu ripristinata così come i suoi poteri originali.

## Altre versioni

### Ultimate
Nell'universo Ultimate, il nome Cassidy è menzionato come quello dei proprietari del Rubino di Cyttorak, depositato presso una delle filiali della Fenris Corporation.

### House of M
In questa continuity, Tom è un membro dei Genoshan Black Ops, una versione alternativa dei Marauders.

## Altri media

### Televisione
Black Tom Cassidy appare, insieme al Fenomeno, nella serie animata degli X-Men degli anni novanta, come rapitore di Lilandra nella Saga di Fenice. In questa rappresentazione Tom e Sean sono fratelli.

### Cinema
Il personaggio è inoltre apparso come antagonista minore nel film Deadpool 2 (2018), qui è un mutante di cui i poteri non vengono mai mostrati a causa del fatto che indossa un collare che inibidisce i poteri ed è un prigioniero nella Prigione di Ghiaccio, qui bullizza Deadpool e Russell approfittandosi dei loro collari che gli annullano i poteri, durante uno scontro tra Deadpool e Cable, Black Tom Cassidy viene ucciso anche se accidentalmente da Cable che gli spara in faccia uccidendolo all'istante.